# Markus Kössler
Markus Kössler (* 1966 in Stuttgart) ist ein deutscher Bassist und Songwriter.
Kössler hatte zunächst Geigenunterricht. Bassgitarre studierte er an der Jazzschule St.Gallen, wo er 1995 sein Diplom absolvierte. Er war 1994 Jazzpreisträger in der Schweiz und spielte zunächst mit Right or Wrong und im Trio Inside Looking Out (mit Florian Dauner und Gitarrist Rainer Apel), mit denen er auch Alben veröffentlichte. Seit 1999 ist er als Bassist Mitglied von Die Fantastischen Vier. 2004 begleitete er Sarah Brightman auf ihrer Harem-Welttournee (Mitschnitt aus Las Vegas). Mit Sebastian Studnitzky trat er im Duo Funkbrüder und in anderen Konstellationen auf. Er spielte außerdem mit Badesalz, Charlemain, Bernie Marsden, Steve Vai, Schiller oder Henni Nachtsheim. Von 2005 bis 2011 gehörte er zudem zur DSDS-Band.

## Lexikalische Einträge
- Jürgen Wölfer: Jazz in Deutschland. Das Lexikon. Alle Musiker und Plattenfirmen von 1920 bis heute. Hannibal, Höfen 2008, ISBN 978-3-85445-274-4.